# فريد المذهان
فريد ندى المذهان هو ضابط سوري سابق برتبة مُساعد أول شغل منصب رئيس قلم الأدلة القضائية في الشرطة العسكرية في دمشق. عٌرف المذهان بإسم قيصر وهو الضابط الذي سرّب صور الضحايا في معتقلات النظام السوري في حقبة حكم بشار الأسد إبان الثورة السورية.

## تاريخ

### قيصر
قيصر هو الاسم المستعار لمصور الطب الشرعي السابق لدى الشرطة العسكرية السورية الذي فرّ من سوريا ومعه ما يقرب من 45000 صورة التقطت بين عامي 2011 و 2013، أبرزها توضّح التعذيب والوفيات في سجون النظام السوري و تظهر جثث 6786 سجين و 4025 مدني قتلوا خارج السجن، و 1036 عسكري.
تحقق من صحة هذه الصور ودراستها وتصنيفها وتحليلها، في مختبرات مؤسّسات قانونيّة ومحاكم، مكّنت هذه الوثائق العائلات السورية من البحث لمعرفة مصير أحبّائهم الذين اعتقلتهم الأجهزة السرية للنظام أو كانوا ضحية الاختفاء القسري؛ وقد استفادت المنظمات غير الحكومية التي تدافع عن حقوق الإنسان من هذه الوثائق لإعداد التقارير بشأن ظروف الاحتجاز في سوريا و الأمم المتحدة، و المحاكم، لا سيما محاكمة الخطيب في كوبلنز، ألمانيا.

### مصور في الجيش السوري
عمل «قيصر» مصورًا في وحدة التوثيق التابعة للشرطة العسكرية السورية، قبل الثورة، وظيفته تصوير مشاهد الجرائم والحوادث التي يتعرض لها العسكريون.
من آذار إلى نيسان 2011 — والذي يتوافق مع بدايات الانتفاضة الثورية في سوريا - وحتى هروبه في عام 2013، كان عليه في الأساس تصوير العديد من جثث المعتقلين وكذلك جثث المدنيين. بدأ الأمر، في آذار 2011، بإرسال جثث المتظاهرين من درعا، ضحايا قمع قوات النظام الأمنية، واستمر مع المزيد والمزيد من جثث المعتقلين. خلال هذه الفترة بأكملها، قام، مثل زملائه، بتصوير جثث عدة آلاف من المعتقلين الذين ماتوا تحت التعذيب، وأحيانًا يصل عددهم إلى 50 يوميًا. الجثث التي صورها في مشفى المزة وتشرين العسكريين جاءت من 24 مركزًا أمنيًّا في محافظة دمشق. وهو مكلف بتصوير الرجال فقط، وليس النساء أو الأطفال.
كل جثة تكون لها أرقام يجب أن تكون مرئية في الصور. عند الوصول إلى المستشفى، تحمل كل جثة رقم نزيلها ورقم الفرع الذي توفيت فيه. تكتب هذه الأرقام بقلم لبدي، أو على لاصقة تلصق على الجبهة أو الصدر، أو على الجلد مباشرة. ثم يخصص الطبيب الشرعي، رئيس قيصر، لكل جثة رقمًا ثالثًا لتقريره الطبي، والذي يستخدم في التصنيف والأرشفة.
إن عدد الجثث وحالتها (أسنان مكسورة، جروح عميقة، عيون مقلوعة، حروق، جروح، جثث دامية، وما إلى ذلك) التي قام بتصويرها لم يترك أي مجال للشك حول انتهاكات النظام. في ربيع عام 2011، فكر في الهجرة وأسرّ إلى سامي صديقه المقرب برغبته هذه. الصديق على اتصال مع مجموعات معارضة، فأقنع قيصر بمواصلة عمله لجمع أكبر عدد ممكن من الصور. وافق وبدأ في نسخ كلّ صوره وصور قسمه، وسجّلها على مفاتيح USB عدة، سرًا مُعرِّضًا حياته للخطر، لمدة عامين.

### التهريب والحماية
وفي عام 2013، وبعد أن رأى أن الشكوك بدأت تثقل كاهله، هرب بمساعدة صديقه الذي اتصل بأحد أعضاء الجيش السوري الحر. وصل إلى الأردن، ثم وجد ملجأً في أوروبا. ومعه 45000 صورة.
كان يستخدم الاسم الحركي «قيصر» للحفاظ على هويته، كإجراء أمني، وكذلك عدم الكشف عن الوجه وبعض المعلومات الشخصية. وإذا عثر عليه، فإنه يخشى الانتقام منه أو ضد عائلته في سوريا، وأكد ذلك بقوله: «سأقتل إذا وجدتني الأجهزة السورية». كان مجهولًا، ومتنكرًا دومًا بقبّعة ونظارات شمسية، يوافق على الإدلاء بشهادته أمام الأمم المتحدة وأمام الكونغرس الأمريكي.

## صور قيصر

### المصادقة
تم تسليم الصور التي التقطها قيصر إلى التيار الوطني السوري، وهي حركة سياسية معارضة تأسست في تركيا . وللتصديق عليها، قامت قطر بتكليف شركة محاماة في لندن، كارتر روك وشركاه. يقوم الأخير بتعيين ثلاثة مدعين دوليين سابقين - السير ديزموند دي سيلفا، المدعي العام السابق للمحكمة الخاصة لسيراليون ، والسير جيفري نايس، المدعي العام السابق في محاكمة سلوبودان ميلوسيفيتش ، والبروفيسور ديفيد كرين، الذي وجه الاتهام إلى الرئيس تشارلز تايلور - وثلاثة خبراء في الأنثروبولوجيا الطبية نشروا تقريرًا في يناير 2014 يؤكد صحة الصور التي التقطها قيصر. وفقا لديفيد كرين، " تثبت هذه الصور وجود صناعة قتل لم نشهدها منذ الهولوكوست».
في عام 2017، قام نظام العدالة الألماني مرة أخرى بفحص جميع الصور من قبل فريق مستقل يضم متخصصين بما في ذلك أطباء الطب الشرعي

### الاستنتاج والتعريفات
التيار الوطني السوري أعلن لأول مرة عن 55 000 صورة التقطها قيصر و 11 ألف جثّة في المعتقلات لكن هذه الأرقام تم توضيحها : 45 ألف صورة لا تمثل جميعها جثث المعتقلين. من بين 18 000 صورة لقيصر، تظهر في الواقع جثث 1036 جندي ، معظمهم قتلوا في المعارك، و 4025 مدنيًا، قُتل معظمهم في منازلهم  ، في حين أن 28 000 صورة تتعلق بسجناء ماتوا في سجون النظام. صورت كل جثة أربع مرات وتسجيل 6786 ضحيّة ماتوا في السجن.
والتقطت صور المعتقلين في موقعين : في مشرحة مستشفى تشرين بدمشق ، وفي عنبر هو عبارة عن مرآب للمستشفى العسكري 601 بالمزة ، غير بعيد عن القصر الرئاسي وخلف المدرسة الثانوية الفرنسية بدمشق. ويأتي الضحايا من 24 مكان احتجاز في دمشق ، ولكن أكثر من 80% من الجثث تعود للفرعين 215 و 227 للمخابرات العسكرية وحدها. من بين 6786 ضحيّة أحصيت، كان 2 936 شخصًا يعانون من الهزال والجوع، 2 769 مصابًا بعلامات التعذيب، و455 شخصًا قد استأصلت أعينهم. (كان قيصر مسؤولاً عن تصوير الرجال فقط).
الملف الذي يحتوي على 4 000 صورة لمدنيين قتلوا خارج السجن يحمل عنوان :" الإرهابيّون ". وفقًا لغارانس لوكان ، فهو يحتوي على صور لكبار السن والأطفال، تم إطلاق النار عليهم في مؤخرة الرأس.
منظمة هيومان رايتس ووتش غير الحكومية درست " 28707 من هذه الصور التي تكشف، بفضل المقارنة مع جميع المعلومات الأخرى المتوفرة، أن ما لا يقل عن 6786 سجينًا توفوا أثناء الاحتجاز أو بعد نقلهم من مركز الاحتجاز إلى مستشفى عسكري ". تجري المنظمة غير الحكومية مقابلات مع معتقلين سابقين وأقارب للمختفين. وهي تتفحص عدة حالات لأشخاص متوفين يمكن التعرف على وجوههم في الصور، وتتعرف على 27 شخصًا وتكشف أسماء 8 منهم (ترفض العديد من العائلات نشر الأسماء خوفًا من الانتقام)، في تقرير منشور في 86 صفحة. في ديسمبر 2015. وتعرف العشرات من أهالي المفقودين والأشخاص الذين اعتقلهم النظام على أحبائهم في الصور التي سربها قيصر وبالتالي علموا بوفاتهم. ومن بين هؤلاء، تم تأكيد بعضهم لاحقًا من خلال إشعارات الوفاة التي أصدرها النظام في ربيع وصيف عام 2018.
في سوريا، تساعد رابطة المحامين الأحرار في سوريا عائلات المختفين في محاولة العثور على أحبائهم، وذلك بفضل شهادات جميع المعتقلين السابقين المفرج عنهم، والذين يمكنهم مقابلتهم من أجل التحقيق معهم. جمع معلومات عن الأشخاص الذين ما زالوا محتجزين أو الذين ماتوا في الحجز، ومن ناحية أخرى، من خلال مقارنة صور المفقودين التي عهد بها أقاربهم إلى الصور التي سربها قيصر.
تم نشر جزء من الصور التي لم يتم نشرها من قبل على الإنترنت في عام 2020، وقضى آلاف السوريين مرة أخرى ساعات في التدقيق في الصور. نشر — وكذلك وفاة أب إثر سكتة قلبية بعد أن تعرف على ابنه في الصورة تتم مناقشته : هل يجب نشر الصور دون تصريح من أحبائهم، حتى يعرفها أكبر عدد ممكن من الناس، أم يجب احترام كرامة الموتى ومشاعر أسرهم  ؟
وفي حزيران/يونيو 2020، أعلن عماد الدين رشيد، مؤسس الجمعية السورية للمختفين وسجناء الرأي، التي تراقب أوضاع ضحايا الحرب والأسرى السوريين، أن 731 من أقارب الضحايا تواصلوا مع جمعيته وأن 85% منهم شاركوا معلومات شخصية عن الضحايا، مضيفًا أن نصفهم أيضًا على استعداد للإدلاء بشهادتهم أمام المحكمة.

### ردود الفعل الدولية
وفي 12 يناير 2014، عُرض الملف خلف أبواب مغلقة أمام 11 وزير خارجية. وزير الخارجية والتنمية الدولية في فرنسا لوران فابيوس أسر بعد خروجه من اللقاء لأحد زملائه : " إنه فظيع. بغيض. وعلينا أن نعمل على معرفة الحقيقة فيما يتعلق بكل هذه الوثائق ذات الأهمية القصوى ". ويضيف أحد أقاربه “ صور لم نرها منذ الإبادة الجماعية لليهود وجرائم الخمير . الحنكة التي يوثق بها النظام السوري جرائمه ويصنفها تعيدنا 70 عاماً إلى الوراء. » 
الدبلوماسية الفرنسية تتحدث « آلاف الصور المروعة، والتي تم توثيقها من قبل العديد من الخبراء، والتي تظهر جثثاً معذبة وجائعة في سجون النظام – تشهد على القسوة الممنهجة لنظام بشار الأسد ».

### عدالة
واستنادًا بشكل خاص إلى الوثائق التي سربها قيصر والشهادات، فتح مكتب المدعي العام في باريس تحقيقًا أوليًا في جرائم الحرب التي استهدفت نظام بشار الأسد. وفي كانون الثاني/يناير 2015، ادعى بشار الأسد أن هذا المصور العسكري غير موجود : " من التقط هذه الصور ؟ من هو ؟ لا احد يعرف. ولم يتم التحقق من هذه الأدلة. وهذه ادعاءات ليس لها دليل.» 
ومن بين إشعارات الوفاة التي صدرت لدى النظام السوري في صيف 2018، أسماء مواطنين فرنسيين سوريين هما مازن وباتريك دباغ ، ما يسمح، بعد شكوى من العائلة في فرنسا، والشكر بناءً على المعلومات الواردة في "ملف قيصر"، على عاتق القضاء الفرنسي إصدار ثلاثة مذكرات توقيف بحق شخصيات من النظام متهمين بالتورط في هذه الوفيات.
وفي بداية عام 2019، أدى التحقيق، الذي فُتح بشكل خاص على أساس الصور التي نقلها قيصر، إلى اعتقال مشتبه به في التعذيب في فرنسا واثنين آخرين في ألمانيا. الثلاثة هم عملاء سابقون مزعومون للمخابرات ، أجهزة مخابرات النظام السوري ، ومتهمون بارتكاب أعمال تعذيب وجرائم ضد الإنسانية والتواطؤ، ارتكبت بين عامي 2011 و2013 في سوريا. سمحت صور قيصر للمحققين بتفتيش الجثث بحثًا عن علامات تسمح بالتعرف على كل فرع من فروع أجهزة المخابرات. العقيد السابق رئيس فرع التحقيق (سجن الخدمة السرية حيث يتم استجواب المعتقلين) الفرع 251 الخطيب أنور رسلان ، حوكم في ألمانيا عام 2020 بتهمة ارتكاب جرائم ضد الإنسانية. مائة صورة سربها قيصر تمثل نزلاء توفوا في الفرع 251 خلال الفترة التي كان أنور رسلان مديرا لها.
وفي عام 2017، قدم سامي 27 000 photos لمعتقلين لدى النظام السوري، بدقة عالية، إلى مكتب المدعي العام الألماني. قام المحققون الألمان بتكليف خدمة مستقلة لعلم الطب الشرعي لتحليل جميع الصور. ونظرًا لقسوة الصور ومحتواها، يستمر هذا العمل لمدة عامين، وتتيح التحليلات بعد ذلك مقارنة العلامات المرئية على جثث 6 812 personnes مع شهادات الناجين من التعذيب. يتم بعد ذلك توفير هذه التحليلات لجميع المدعين العامين الأوروبيين الذين يطلبونها.

### جمعية أهالي الضحايا
ويسعى مئات الآلاف من السوريين، من بين الصور التي نشرتها مختلف المواقع الحقوقية، إلى التعرف على أحبائهم المفقودين أو المعتقلين لدى النظام. رابطة المحامين الأحرار في سوريا تساعد العائلات في إجراءاتها. من أجل دعم بعضهم البعض، قررت العديد من العائلات تأسيس جمعية. في 26 يناير 2018، اليوم العالمي لمساندة ضحايا التعذيب ، تم تأسيس جمعية عائلات قيصر . وتهدف، بحسب بيانها الصحفي، إلى مساعدة أهالي الضحايا على استعادة رفات أحبائهم ليتمكنوا من دفنها، وتقديم الدعم المعنوي والنفسي لأسر الضحايا لمعرفة المصير. المعتقلين والمفقودين وتقديم المسؤولين أمام القضاء.

## فهرس

### كتاب مرجعي
" قبل الثورة كان السجناء يتعرضون للتعذيب في السجون. الجميع يعرف. لكن هنا، لم يسبق لي أن رأيت تعذيباً كهذا "، يؤكد قيصر لـ Garance Le Caisne ، الذي، بعد تغطية الحرب الأهلية السورية لمدة أربع سنوات، يجمع شهادته (التي تم جمعها على مدى عشرات الساعات من المقابلات)، بالإضافة إلى شهادات منظمات حقوق الإنسان والعديد من الشهود والناجين السوريين، و نشرها في كتاب “ عملية قيصر، في قلب آلة الموت السورية ” عام 2015. تمت ترجمة الكتاب ونشره باللغة الإنجليزية عام 2018.
- غارانس لوكان (2015). Opération César (بالفرنسية). Paris: Stock. pp. 224. ISBN:978-2-234-07984-7. César.
- Gwenaëlle Lenoir (2024). Camera obscura (بالفرنسية). Julliard. p. 224. ISBN:978-2-260-05624-9. César.[54][55]

## فيلموغرافيا
قيصر هو أحد الشهود الرئيسيين في الفيلم الوثائقي Lost Souls للمخرج غارانس لوكايسن وستيفان مالتير، يعد ملف قيصر أيضًا قطعة أساسية في إحدى قضايا العدالة التي يتبعها هذا الفيلم الوثائقي.
- نسخة بصيغة PDF " تقرير قيصر "، بالإنجليزية.